# Chloropales luteifacies
Chloropales luteifacies är en tvåvingeart som beskrevs av Louis-Paul Mesnil 1950. Chloropales luteifacies ingår i släktet Chloropales och familjen parasitflugor. Inga underarter finns listade i Catalogue of Life.